# 佐藤駿
佐藤駿（日语：さとう しゅん，2004年2月6日—）日本男子花式滑冰選手。他是 2019年青年組大獎賽總決賽金牌得主、2018年・2019年日本青少年全國亞軍、2013～2016年蟬聯四屆日本新手組全國冠軍。

## 個人簡介
佐藤駿的偶像是同樣出身於仙台的羽生結弦。他在2019年青年組大獎賽總決賽奪冠的成績，是青年組的世界紀錄。他是繼小塚崇彥、羽生結弦、宇野昌磨之後的第四位獲得青年組大獎賽冠軍的男子選手。

## 外部連結
维基共享资源上的相關多媒體資源：佐藤駿
- Shun Sato在国际滑冰联盟的页面